# Titularbistum Gaza
Das Bistum Gaza (lateinisch Dioecesis Gazensis) ist ein Titularbistum der römisch-katholischen Kirche. 
Es geht zurück auf einen untergegangenen Bischofssitz der antiken Stadt Gaza in der römischen Provinz Syria Palaestina bzw. Palaestina Prima, das der Kirchenprovinz Caesarea in Palaestina angehörte.
| Titularbischöfe von Gaza |                                                        | |                  |                    |
| Nr.                      | Name                                                   | Amt                                                                                                  | von              | bis                |
| 1                        | Hendrik van de Wetering Titularerzbischof pro hac vice | Koadjutorerzbischof von Utrecht (Niederlande)                                                        | 8. Februar 1895  | 2. Juli 1895       |
| 2                        | Paolo Schinosi                                         | | 19. April 1897   | 20. Februar 1901   |
| 3                        | Alfonso Archi                                          | Weihbischof in Comacchio (Italien)                                                                   | 19. Juni 1901    | 28. September 1902 |
| 4                        | Costanzo Castrale                                      | Weihbischof in Turin (Italien)                                                                       | 7. März 1905     | 26. November 1936  |
| 5                        | Giovanni Tirinnanzi OFMCap                             | Apostolischer Vikar von Arabien (Jemen, Oman, Saudi-Arabien, Vereinigte Arabische Emirate und Katar) | 2. Juli 1937     | 27. Januar 1949    |
| 6                        | James Henry Ambrose Griffiths                          | Weihbischof des US-amerikanischen Militärordinariats Weihbischof in New York (USA)                   | 15. Oktober 1949 | 24. Februar 1964   |